# Cèsar Ferioli
Cèsar Ferioli, född 22 juli 1959, är en spansk serietecknare som specialiserat sig på Kalle Anka och Musse Pigg.